# Overhand

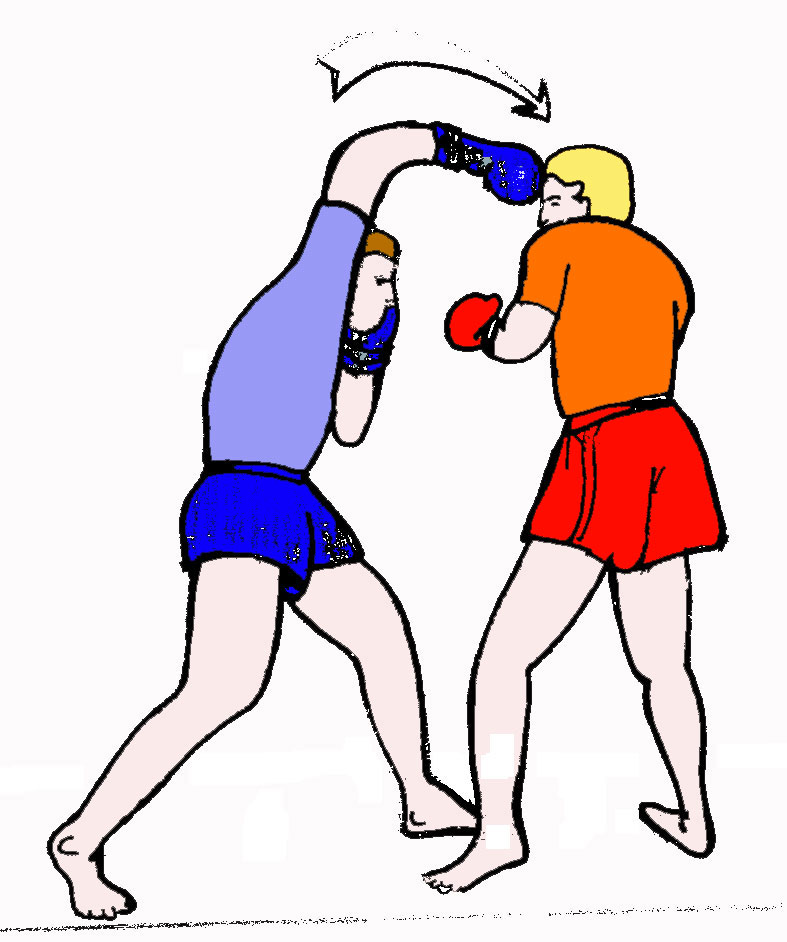
Overhand derecho en rango medio.

Un overhand, también conocido como volado, es un golpe semicircular y vertical lanzado con la mano trasera. Generalmente se emplea cuando el oponente se balancea o se desliza. La utilidad estratégica del golpe, basada en el peso corporal, puede generar una gran cantidad de energía.

## Técnica
Es un golpe por encima de la cabeza, que se ejecuta desde arriba hacia abajo con la mano trasera. Este puñetazo de largo alcance tiene como objetivo impactar en cualquier parte de la cabeza del oponente.
Hay varias ventajas de lanzar un volado:
- Viene desde atrás, por lo que está fuera de la línea de visión del oponente.

- Cuando se lanza con la técnica correcta, puede generar mucha potencia porque todo tu cuerpo estará detrás del golpe.

- Un gran contragolpe que puede atrapar fácilmente al oponente si no mueve la cabeza.

Sin embargo, el volado tiene también sus desventajas:
- Debido a que viene desde atrás se tarda más en alcanzar al oponente.

- Como todo el cuerpo se involucra, si fallas, a menudo te deja completamente desbalanceado y vulnerable a un contragolpe.

- Difícil de usar contra un zurdo (si eres un peleador ortodoxo) porque la distancia del objetivo es mayor.[2]

## Galería

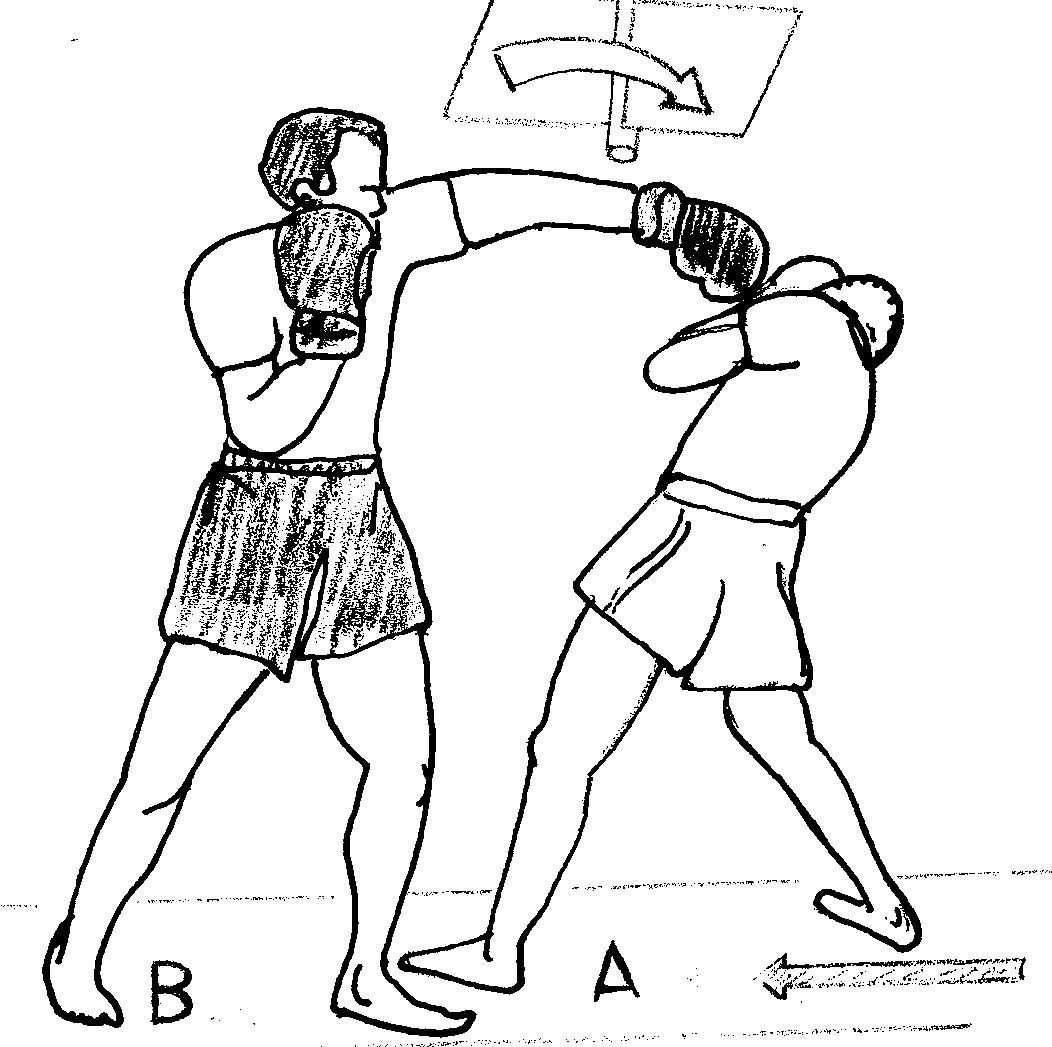
Overhand izquierdo en largo alcance
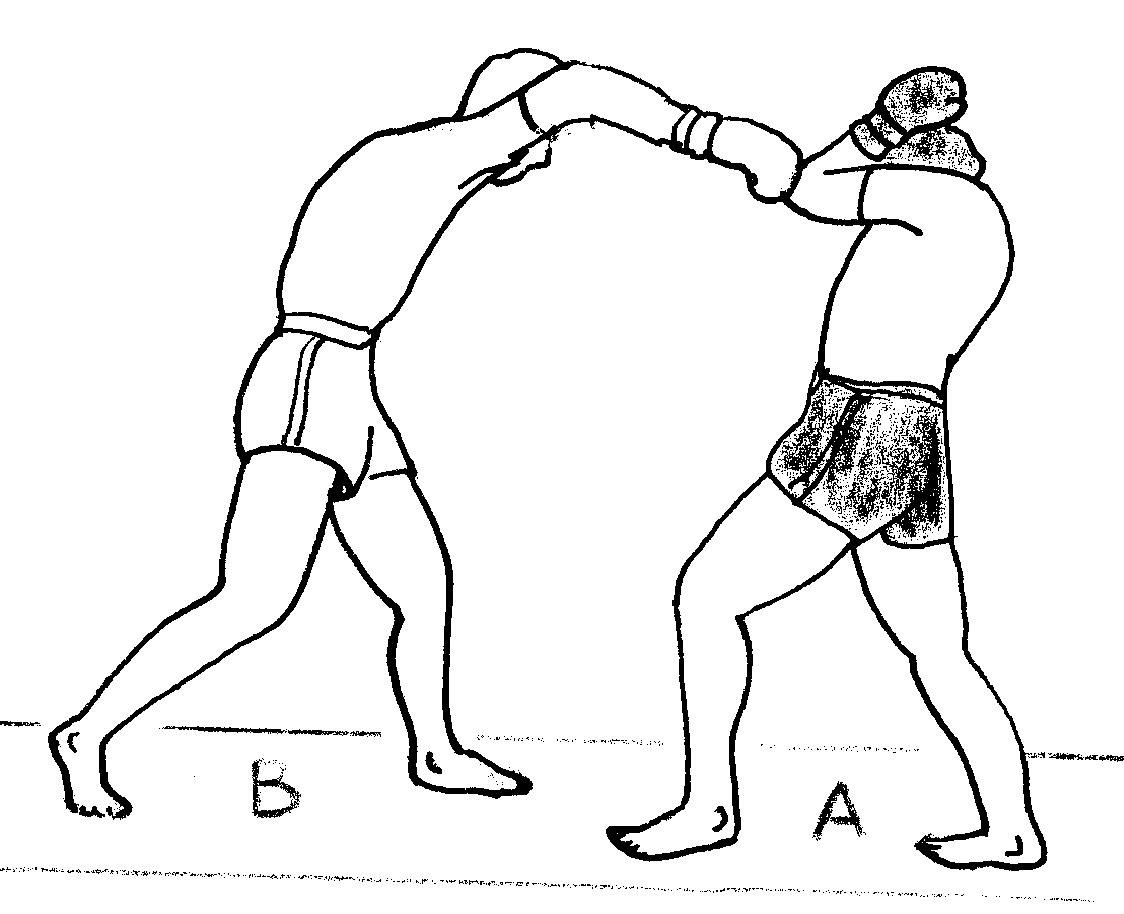
Overhand derecho en largo alcance
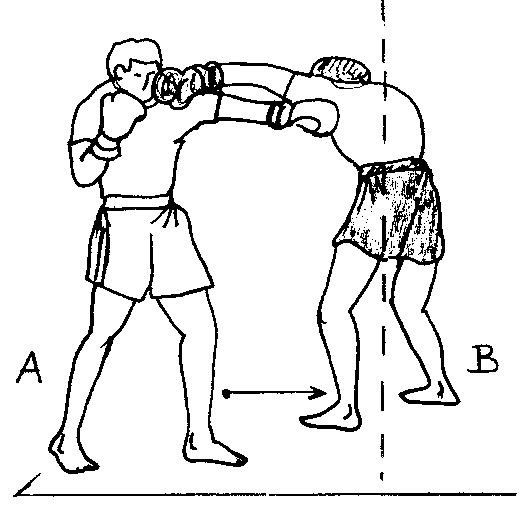
Overhand izquierdo en largo alcance y contragolpe.

## Volado en otros idiomas
- Francia: Coup de poing descendant
- China: 超手摆拳
- Tailandia: Mat kro (หมัดฮุก)
- Serbia: прекоручни